# Amaryllis (Tristan L'Hermite)
Pour les articles homonymes, voir Amaryllis (homonymie).
Amarillis est une pastorale en cinq actes, adaptation par Tristan L'Hermite de la Célimène de Jean de Rotrou, comédie imprimée en 1636. Cette adaptation, représentée en 1652 par la troupe de l'Hôtel de Bourgogne, remporte un grand succès. Elle est publiée l'année suivante.
La scène des satyres (acte II, scène I) est une des rares qui soient tout entières de la main de Tristan.

## Personnages
- Lisimène,
- Bélise, nièce de Lisimène,
- Amarillis, bergère.
- Tyrène, amoureux d'Amarillis,
- Philidas, amoureux d'Amarillis,
- Daphné, sœur d'Amarillis,
- Célidan, amoureux de Daphné,
- Climante, domestique de Daphné,
- Trois satyres.

La scène est au bord du Lignon.

## Représentations et publication
La pièce est représentée en 1652 par la troupe de l'Hôtel de Bourgogne, et remporte « un triomphe à l'Hôtel de Bourgogne d'abord, à la cour ensuite ». Elle est publiée l'année suivante.

## Analyse
La scène des satyres (acte II, scène I) est une des rares qui soient tout entières de la main de Tristan.

### Œuvres complètes
- Tristan L'Hermite et Roger Guichemerre (dir.), Œuvres complètes, tome V : Théâtre (suite) et Plaidoyers historiques, Paris, Éditions Honoré Champion, coll. « Sources classiques » (no 19), 1999, 512 p. (ISBN 978-2-7453-0152-9)

#### Anthologies
- Amédée Carriat (présentation et annotations), Tristan L'Hermite : Choix de pages, Limoges, Éditions Rougerie, 1960, 264 p.

### Ouvrages généraux
- (en) Henry Carrington Lancaster, A History of French dramatic Literature in the seventeenth century, Part III : The Period of Molière (1652-1672), New York, Gordian Press, 1966 (1re éd. 1936), 896 p.
- (en) Henry Carrington Lancaster, A History of French dramatic Literature in the seventeenth century, Part V : Recapitulation (1610-1700), New York, Gordian Press, 1966 (1re éd. 1942), 235 p.

### Études et monographies
- Napoléon-Maurice Bernardin, Un Précurseur de Racine : Tristan L'Hermite, sieur du Solier (1601-1655), sa famille, sa vie, ses œuvres, Paris, Alphonse Picard, 1895, XI-632 p. (lire en ligne)
- Napoléon-Maurice Bernardin, Conférences faites aux matinées classiques du Théâtre national de l'Odéon : « Les Fâcheux de Molière », t. XIV, Paris, Journal des Vacances, 1906, 382 p. (lire en ligne), p. 185-220
- (it) Daniela Dalla Valle, Il Teatro di Tristan L'Hermite : Saggio storico e critico, Turin, Giappichelli, 1964, 340 p.
- Jules Marsan, La Pastorale dramatique en France à la fin du XVIe et au commencement du XVIIe siècle, Paris, Hachette, 1905, XII-524 p. (lire en ligne), p. 361-364